# NGC 1658
NGC 1658 je galaksija u zviježđu Dlijetu.

## Vanjske poveznice
- SEDS: NGC 1658